# Sorry, taki mamy klimat
Sorry, taki mamy klimat – przekształcona fraza z wypowiedzi minister Elżbiety Bieńkowskiej, udzielonej podczas wywiadu telewizyjnego (oryginalne brzmienie: „Sorry, mamy taki klimat”) przeprowadzonego w związku z trudnościami w komunikacji kolejowej w styczniu 2014 z powodu mrozów.

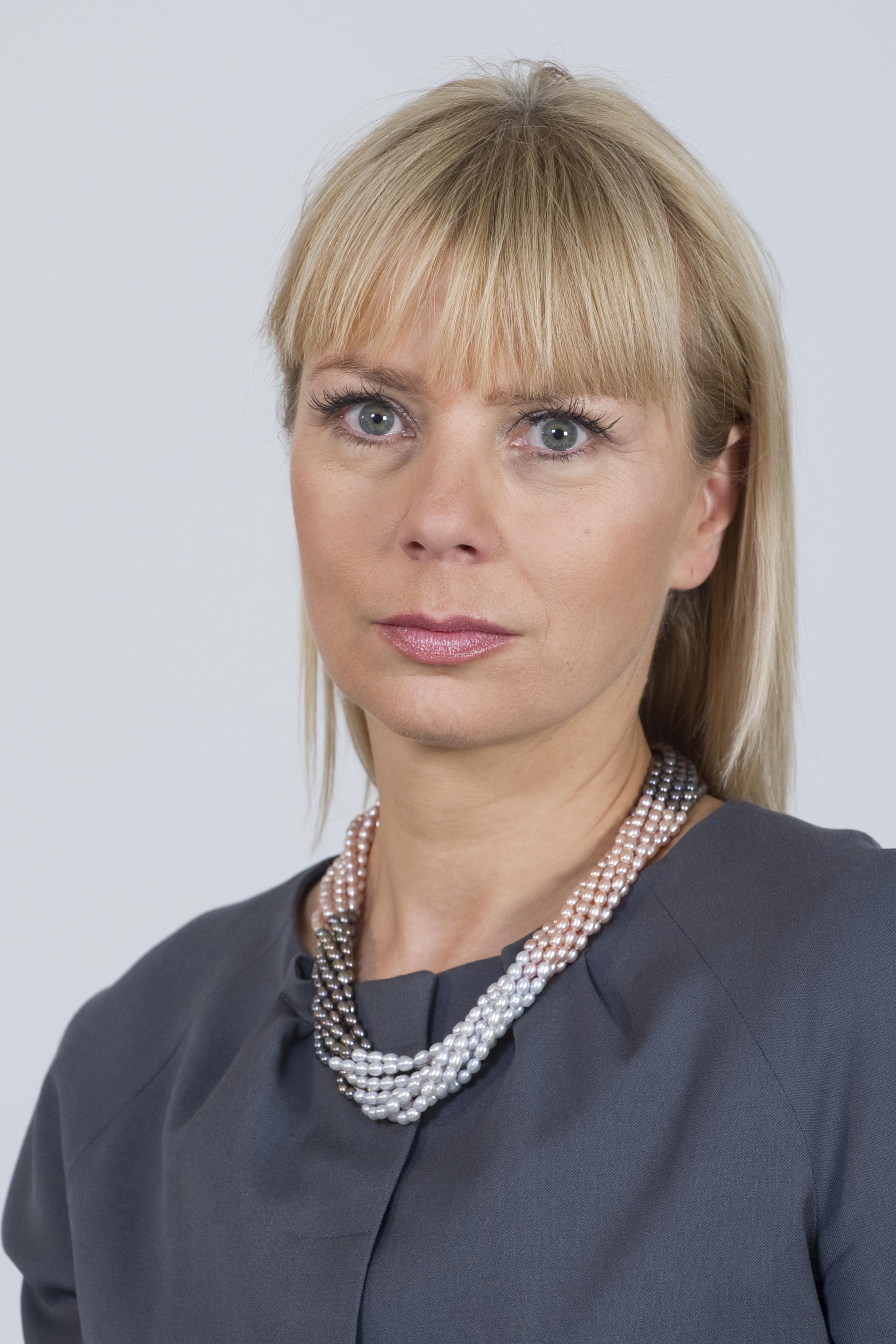
Elżbieta Bieńkowska

## Opis wypowiedzi
Elżbieta Bieńkowska od jesieni 2013 sprawowała w rządzie Donalda Tuska funkcję wicepremier oraz minister infrastruktury i rozwoju. Oblodzenie sieci trakcyjnych na kolei 20 stycznia 2014 skutkowało wielogodzinnymi opóźnieniami pociągów. Pasażerowie spędzali w nich długi czas. Wieczorem tego samego dnia w programie Fakty po Faktach w TVN24 pojawiła się minister Bieńkowska, której resort odpowiadał za funkcjonowanie kolei. Odnosząc się do pytania prowadzącego na temat zaistniałej sytuacji w komunikacji kolejowej, odpowiedziała między innymi: „Pasażerom to można tylko powiedzieć jakby: sorry, mamy taki klimat, no niestety”.

## Odbiór i odwołania w kulturze
Wypowiedź minister była o wiele dłuższa. M.in. wspominała o tym, że na cztery tysiące pociągów, które ruszyły w trasę, do celu nie przybyły jedynie dwa. Podkreśliła także starania PKP Intercity, by zaopiekować się pasażerami, którzy utknęli w unieruchomionych składach. Jednak do sfery publicznej przebiły się tylko cytowane słowa.
Opinia publiczna komunikat uznała za przejaw arogancji władzy, braku empatii minister, która powinna raczej przeprosić za mające miejsce zdarzenia, a nie tłumaczyć je okolicznościami o charakterze klimatycznym. W opinii części mediów wypowiedź Bieńkowskiej mogła wpłynąć na spadek poparcia dla rządu Donalda Tuska, które w tym okresie zmniejszyło się o 4 punkty procentowe. Premier słowa minister uznał za „niezbyt fortunne sformułowanie”, krytykując je i przepraszając osoby urażone wspomnianą wypowiedzią. W sondażu przeprowadzonym 24–26 stycznia 2014 roku 52% respondentów uznało wypowiedź Bieńkowskiej za oburzającą, przeciwnego zdania było 46%.
Słowa Bieńkowskiej przyczyniły się do powstania wielu memów, weszły także do użycia w języku ogólnym.
Utwór „Sorry, taki mamy klimat” nagrał raper DKA.
Za swoją wypowiedź Elżbieta Bieńkowska otrzymała nagrodę Srebrne Usta za 2014.
Latem tego samego roku (20 sierpnia 2014) Bieńkowska, komentując korki na autostradach, sformułowała następującą opinię: „Gdzie są bramki, tam są korki”, co skutkowało także pojawieniem się licznych memów.
Frazę autorstwa Bieńkowskiej zalicza się do tzw. skrzydlatych słów.